# Ziesar
Ziesar – miasto w Niemczech w kraju związkowym Brandenburgia, w powiecie Potsdam-Mittelmark, siedziba urzędu Ziesar. W roku 2008 miasto liczyło 2 657 mieszkańców.

## Toponimia
Nazwa pochodzenia słowiańskiego, będąca zniekształceniem pierwotnego połabskiego Zajezer'e czyli „za jeziorem”.

## Geografia
Ziesar leży ok. 30 km na południowy zachód od miasta Brandenburg an der Havel, przy granicy z krajem związkowym Saksonia-Anhalt.

## Dzielnice miasta
- Bücknitz
- Glienecke
- Köpernitz

## Zabytki

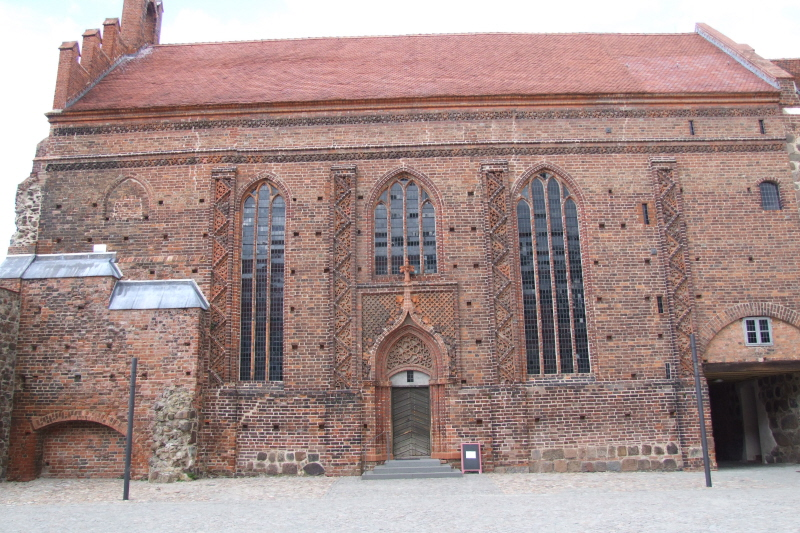
Zamek Ziesar

Zamek Ziesar, wspomniany w źródłach po raz pierwszy w X wieku, służył biskupom brandenburskim jako miejsce pobytu od XIII stulecia. Od połowy XIV wieku biskupi wykorzystywali zamek coraz częściej, także stopniowo rozbudowywany zaczął pełnić funkcję rezydencji. Wraz z nastaniem reformacji elektor brandenburski umieścił tu urząd zwierzchni, w XIX wieku rezydencja przeszła w ręce prywatne. Po II wojnie światowej zamek został upaństwowiony i umieszczono w nim internat.

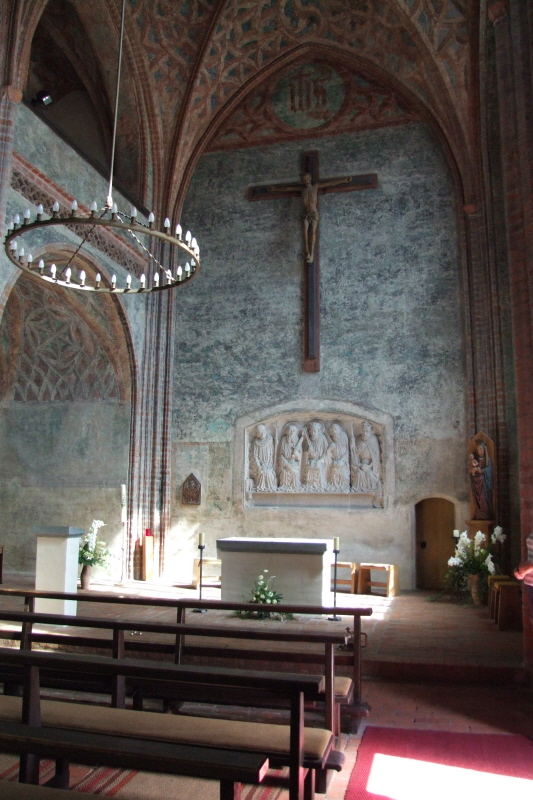
Kaplica zamkowa

Od 1993 w jednym z budynków gospodarczych ma swoją siedzibę administracja miasta Ziesar. Kaplica zamkowa, po reformacji najpierw użytkowana przez gminę protestancką, następnie przejściowo pełniła funkcję magazynu, wreszcie od 1952 służy gminie katolickiej jako dom modlitwy.